# Corlate
Corlate – wieś w Rumunii, w okręgu Dolj, w gminie Izvoare. W 2011 roku liczyła 347 mieszkańców.